# 린 콤프턴
린 D. 콤프턴(1921년 12월 3일 - 2012년 2월 25일) 은 검사로서 로버트 케네디의 살해 사건을 맡기도 한 미국 캘리포니아주 상고 법원 판사이다. 제2차 세계대전 중, 콤프턴은 소위로서 101 공수 사단의 미국 506 낙하산 보병 연대 E 중대의 2소대를 소위로서 지휘하였으며 이 공로로 은성 무공 훈장을 받았다. 이로 인해 콤프턴은 중위로 진급하였다. 콤프턴의 최근 유명세는 스티븐 암브로스가 쓴 책 밴드 오브 브라더스의 힘이 크다. 이 책은 HBO에 의해 미니시리즈로 제작되었으며, 여기서 미국 배우 닐 맥더너가 린 콤프턴을 연기하였다.

## 제2차 세계대전 이전
콤프턴은 UCLA에서 유명한 육상 선수였으며, UCLA 야구팀의 포수이기도 했다. (재키 로빈슨이 콤프턴의 팀 동료였다) 또한 콤프턴은 로즈볼(미국 대학간의 미식 축구 대회)에서 UCLA 미식축구팀의 일원으로서 활약하기도 하였다.

## 제2차 세계대전, 이지 중대
UCLA를 다닐 때 콤프턴은 ROTC에 참여하고 있었으며, 1943년 초, 콤프턴은 미국 육군에 입대하고 D-데이를 앞두고 영국에 주둔해 있던 506연대 E 중대에 합류하였다. 브레꾸르 마뇨르 전투에서, 콤프턴과 다른 중대원들은 중위 리처드 윈터스의 지휘 하에 유타 해안을 향해 포구를 겨누고 있는 4문의 105밀리 곡사포를 무력화하고 적들을 격퇴하는 활약을 하였다. 콤프턴은 이 때의 공로로 은성 무공 훈장을 받았다. 미니시리즈 밴드 오브 브라더스의 두 번째 에피소드는 이 습격을 묘사한 것이다.
책 밴드 오브 브라더스에서, 리처드 윈터스가 이 전직 대학 야구 선수의 활약을 설명하기도 하였는데, 대략 홈 플레이트에서 2루까지의 거리 정도로 떨어져 있는 도망가는 독일군에게 수류탄을 던졌다는 것이다. 시간이 지난 후, 수류탄은 도망가는 병사의 머리 위에서 터졌고, 독일군은 바로 죽었다.
그 해가 지난 후, 콤프턴은 연합군이 네덜란드와 독일 사이를 흐르는 라인 강을 건너는 수많은 다리를 점령하려 했던 마켓가든 작전에 참여하는 도중, 부상을 입었다. 콤프턴은 훗날 벌지 전투라고 불리게 될, 1달동안의 포위전 기간에 자신의 소대로 돌아왔다. 1945년 1월, 콤프턴은 다른 이유로 인해 이지 중대를 떠나게 된다. 미니시리즈 밴드 오브 브라더스에 의하면, 명목상으로는 심한 참호족에 의한 후방 배치이긴 했지만, 콤프턴의 전출은 외상후 스트레스 장애때문이었다고 하며, 이는 콤프턴이 매우 절친했던 두 전우가 적의 포격에 의해 산화한 것을 목격한 이후부터 극심해졌다고 한다.
콤프턴은 자신이 만약 포격에 대한 공포증을 가지게 되었다면, 훗날 로스앤젤레스 경찰서에서 근무할 생각을 하지 못했을 것이라고 주장하기도 하였다.

## 대전 이후
전쟁이 끝난 후 콤프턴은 결혼했고 두 아이를 가졌다. 1946년, 콤프턴은 마이너리그 야구 선수가 되지 않겠냐는 제의를 거절하고, 법학을 공부하는데 집중하는 것을 선택했다. 콤프턴은 미국 캘리포니아주 로스앤젤레스에 있는 로욜라 로 스쿨에 다녔으며 로스앤젤레스 경찰서의 수사관이 되었다. 콤프턴은 1951년 로스앤젤레스 지방검사가 되었으며 1964년에는 제법 높은 지위의 지방검사로까지 승진하였다.
로스앤젤레스 지방검사 시절, 로버트 케네디를 암살한 서란 서란을 성공적으로 기소하였다. 1970년, 캘리포니아 주지사 로널드 레이건은 콤프턴을 캘리포니아 상고 법원 판사로 임명하였다. 콤프턴은 1990년 은퇴하였으며 현재는 미국 워싱턴주에서 거주중이다. 2005년, 부동산세를 폐지하자는 광고 캠페인에 모습을 드러내기도 하였다.
콤프턴은 Buck Compton Online라는 블로그를 운영하기도 한다. 이 블로그는 다양한 주제를 다루는데 – 법에 관하여, 지역 뉴스와 전국 뉴스, 콤프턴의이지 중대원들에서의 경험들, 보수 정치에 관해서 등등 - 블로그가 공식적으로 운영이 시작된 지 1주일 만에, 전 세계의 수많은 독자들이 몰려들었다. 콤프턴은 4명의 손자와 함께 현재 워싱턴주 버링턴에서 살고 있다.

## 말년
콤프턴은 2012년 1월에 심장 마비가 일어났고, 2012년 2월 25일에 결국 증상 악화로 사망하였다.

## 같이 보기
- 미국 506 낙하산 보병 연대 E 중대
- 《밴드 오브 브라더스》